# Балсеман, Франсишку Пинту
Франси́шку Жозе́ Пере́йра Пи́нту Балсема́н (Балсемау) (порт. Francisco José Pereira Pinto Balsemão; род. 1 сентября 1937, Лиссабон) — португальский политический деятель, журналист и предприниматель, один из основателей Социал-демократической партии Португалии. Был 11-м премьер-министром Португалии после Революции гвоздик, с 9 января 1981 года по 9 июня 1983 года.

## Биография
Выпускник юридического факультета Лиссабонского университета, после учёбы отслужил в армии (в ВВС), затем работал практикующим адвокатом и журналистом и был политическим обозревателем на протяжении многих лет, пока не посвятил себя предпринимательству.
В 1961—1963 годах — редактор журнала Mais Alto, став одним из директоров Diário Popular (1963—1965), позже — членом его административного совета (1965—1971), управляющим компанией-издателем газеты. В 1973 году основывает еженедельную газету Expresso (сегодня является одним из самых популярных изданий Португалии), став её первым директором и президентом. Был также президентом одной из прессовых ассоциаций (с 1972 года).
В 1969—1973 годах был депутатом в Национальной Ассамблее ещё в эпоху Нового государства, когда вместе с Са Карнейру и Жоакином Магальяйшем Мото вошёл в парламентскую группу из около 30 депутатов под названием Ala Liberal («либеральное крыло»), — ей принадлежали различные инициативы с тенденциями к постепенной трансформации диктатуры в демократию западноевропейского типа.
В 1973 году основал еженедельник либерального направления Expresso и был его главным редактором до 1980 года.
В мае 1974 года после Революции гвоздик вместе с Са Карнейру и Жоакином Магальяйшем Мото основал Социал-демократическую партию, которая до октября 1976 года называлась Народно-демократической партией (порт. Partido Popular Democrático, PPD). Был депутатом Учредительного собрания в 1975−1976 годах, и депутатом Ассамблея Республики, избранным в 1979, 1980 и 1985 годах.
В конце 1979 года был создан Демократический альянс (ДА), в который кроме Социал-демократической партии (Франсишку, Са Карнейру) вошли также Социально-демократический центр/Народная партия (СДЦ-НП) (Диогу Фрейташ ду Амарал), монархисты (Гонсалу Рибейру-Телл) и некоторые беспартийные. Коалиция победила на выборах в парламент того же года с абсолютным большинством, и 3 января 1980 года президент Республики Рамалью Эанеш назначил Са Карнейру главой 6-го Конституционного правительства, в котором Пинту Балсемау стал одним из заместителей премьер-министра (считался представителем «левого крыла» ДА).
После гибели Са Карнейру в авиакатастрофе 4 декабря 1980 года Социал-демократическая партия избрала Пинту Балсемана его преемником. Однако, несмотря на репутацию компетентного политика, ему не хватало харизмы своего предшественника. Поэтому он столкнулся со значительными трудностями на уровне поддержки, и хотя первоначально был предложен на пост премьер-министра, временным премьер-министром был избран Диогу Фрейташ ду Амарал, лидер СДЦ-НП. Однако позже, 9 января 1981 года, Пинту Балсеман всё же стал премьером, пробыв на этом посту до проведения выборов в 1983 году, которые на этот раз Демократический альянс проиграл. Окончательно покинул парламент в 1987 году.

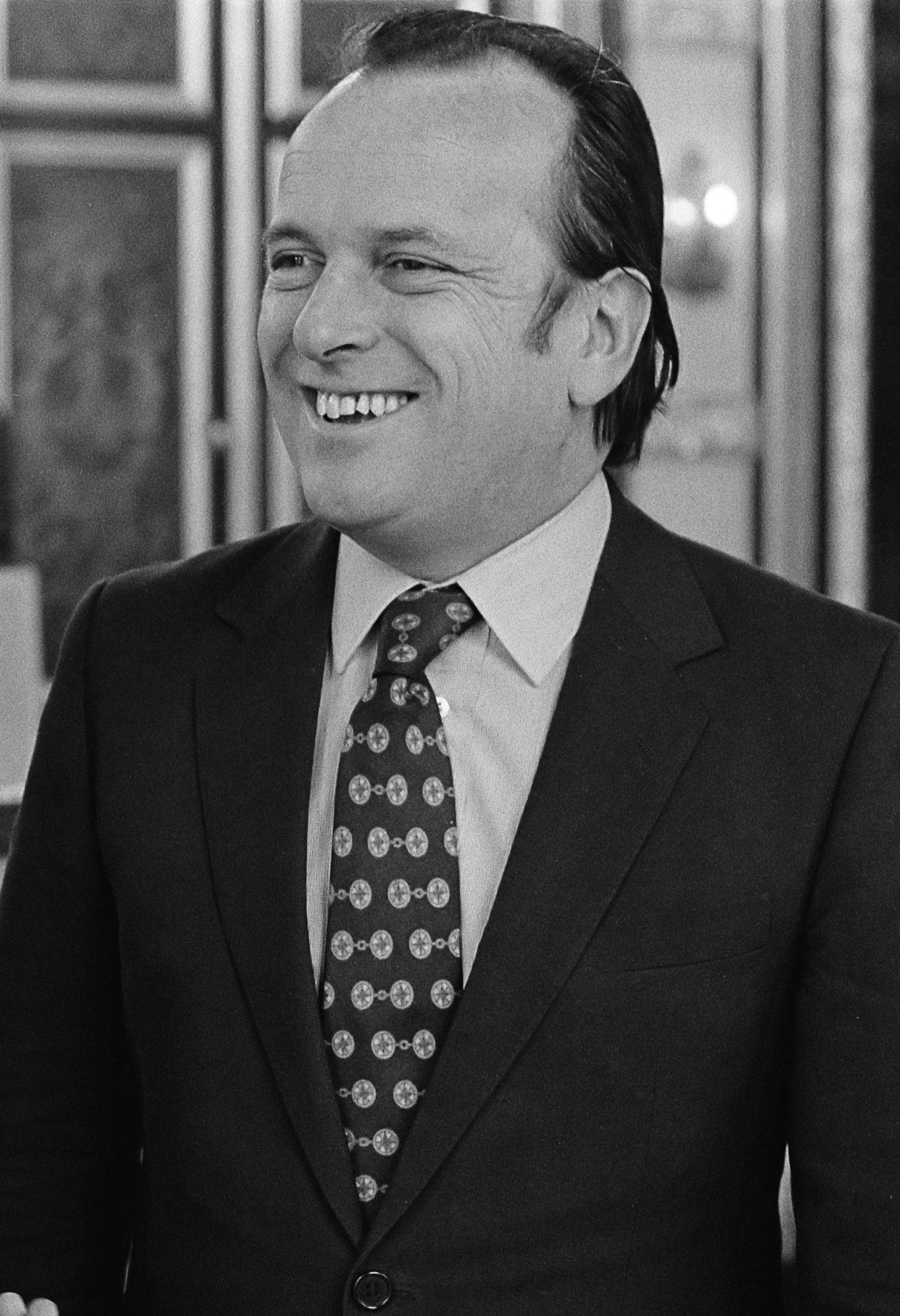
Франсишку Пинту Балсеман в 1982 году

С 1987 по 2002 год он работал (вне штата) доцентом факультета социальных и гуманитарных наук Нового университета Лиссабона. Также был членом Консультативного совета Лиссабонского университета (2007—2009), председателем совета факультета социальных и гуманитарных наук в этом же университете и членом консультативного совета Высшего институт экономики и управления. Входил в многочисленные европейские фонды и организации СМИ (в частности, президент Фонда «Журналисты Европы» (1995—2003) и председатель Совета директоров Европейского института средств информации (1990—1999)) и другие организации.
Основатель и председатель Совета директоров Института социального прогресса и демократии (с 1983 по 1986 год), председатель Генерального совета (с 1987 по 1989 год), а с 1998 года — председатель Генерального совета Института Са Карнейру.
6 октября 1992 года основал «Независимое коммуникационное общество» (порт. Sociedade Independente de Comunicação, SIC) — первый частный телеканал, сегодня один из самых популярных в Португалии.
Единственный португалец с постоянным членством в Бильдербергском клубе и его Руководящем комитете. Член Государственного совета (июль 2005 года). Был членом Комиссии по пересмотру Стратегической концепции национальной обороны (июнь 2012 года).
Автор ряда работ по проблемам СМИ.

## Награды
Награды Португалии
| Страна     | Дата              | Награда                                            | Награда                                            | Литеры |
| ---------- | ----------------- | -------------------------------------------------- | -------------------------------------------------- | ------ |
| Португалия | 17 октября 1973 — | Гранд-офицер ордена Благотворительности            | Гранд-офицер ордена Благотворительности            | GOM    |
| Португалия | 8 июня 1983 —     | Кавалер Большого креста ордена Христа              | Кавалер Большого креста ордена Христа              | GCC    |
| Португалия | 5 января 2006 —   | Кавалер Большого креста ордена Инфанта дона Энрике | Кавалер Большого креста ордена Инфанта дона Энрике | GCIH   |
| Португалия | 25 апреля 2011 —  | Кавалер Большого креста ордена Свободы             | Кавалер Большого креста ордена Свободы             | GCL    |

Награды иностранных государств
| Страна    | Дата вручения     | Награда                                                                   | Награда                                                                   | Литеры |
| --------- | ----------------- | ------------------------------------------------------------------------- | ------------------------------------------------------------------------- | ------ |
| Бельгия   | 23 ноября 1981 —  | Кавалер Большого креста ордена Короны                                     | Кавалер Большого креста ордена Короны                                     |        |
| Бразилия  | 25 ноября 1982 —  | Кавалер Большого креста ордена Южного Креста                              | Кавалер Большого креста ордена Южного Креста                              |        |
| Греция    | 8 сентября 1982 — | Кавалер Большого креста ордена Почёта                                     | Кавалер Большого креста ордена Почёта                                     |        |
| Венгрия   | 26 ноября 1982 —  | Кавалер ордена Знамени с бриллиантами                                     | Кавалер ордена Знамени с бриллиантами                                     |        |
| Италия    | 2 декабря 1982 —  | Кавалер Большого креста ордена «За заслуги перед Итальянской Республикой» | Кавалер Большого креста ордена «За заслуги перед Итальянской Республикой» |        |
| Ватикан   | 15 марта 1983 —   | Кавалер Большого креста ордена Пия IX                                     | Кавалер Большого креста ордена Пия IX                                     |        |
| Югославия | 8 июня 1983 —     | Кавалер ордена Югославского флага с лентой                                | Кавалер ордена Югославского флага с лентой                                |        |
| Испания   | 20 марта 1989 —   | Кавалер Большого креста ордена Изабеллы Католической                      | Кавалер Большого креста ордена Изабеллы Католической                      |        |